# Sequel
En  sequel  er en efterfølger til en historie (eksempelvis en bog, film eller tegneserie). Sequels kan enten fortælle om det videre forløb efter slutningen af den første historie, eller en sequel kan fortælle en anden historie om de samme personer uden at specificere, om handlingen foregår før eller efter begivenhederne i den første.
Eksempler på filmsequels er Star Wars Episode V: Imperiet slår igen og de mange toere, der sendes ud på dvd fra Disney.
En sequel, der fortæller forhistorien til den forrige fortælling, kaldes en prequel. Et eksempel på prequels kan findes blandt Star Wars-filmene: den oprindelige trilogi (episode 4-6) udkom før den såkaldte Prequel-Trilogi (episode 1-3), selvom prequelsenes handling udspiller sig før den oprindelige trilogis handling.
| Fiktion | Spire Denne artikel om en historie eller noget fiktivt er en spire som bør udbygges. Du er velkommen til at hjælpe Wikipedia ved at udvide den. |